# Wille
Der Begriff Wille (Altsächsisch/Althochdeutsch willio = ‚Wille‘; vgl. lateinisch velle, ‚wollen‘, lateinisch voluntas, ‚Wille‘, lateinisch volitio, ‚Willensakt‘) ist ein in vielen Fachgebieten unterschiedlich interpretierter Begriff, der allgemein das Umsetzen von Vorstellungen oder Zielen in die Realität durch Handlungen bedeutet.

## Allgemeines
Der Wille wird daher auch als Umsetzungskompetenz bezeichnet. Der Begriff Willenskraft (englisch willpower) wird sowohl in der Umgangs- als auch in der Fachsprache verwendet. Wille wird manchmal synonym mit dem Begriff der Volition gebraucht, vor allem in der Psychologie und der Wirtschaftswissenschaft.
Das Wort „Wille“ ist in der Sprachwissenschaft ein Abstraktum, weil es etwas Nichtgegenständliches bezeichnet, was seine lexikalische Verarbeitung erschwert. Bereits die Bibel (Tanach) erwähnt das Wort sehr häufig, stets im Zusammenhang mit dem Willen Gottes wie beim Propheten Samuel: „Der Wille des Herrn geschehe“ (2 Sam 10,12 ), hebräisch רָצוֹן ratzon, deutsch ‚Wille‘ ‚Gefallen‘ oder ‚Wunsch‘. 
Der Islam verwendete später das ähnliche In schā' Allāh (deutsch „so Gott will“).
Der Wille ist zu unterscheiden vom Wollen, dem meist triebgesteuerten Verlangen nach etwas (siehe auch Bedürfnis, Wünschen, Begehren, Sehnen oder Tanha). Dieser Artikel befasst sich nur mit dem obigen Begriffsverständnis des Willens.

## Begriff
Das Wort Wille wird in unterschiedlichen Zusammenhängen verwendet und kann Verschiedenes bedeuten: Sowohl den geistigen Akt, von dem ein Impuls zur Verwirklichung bestimmter Ziele ausgeht, als auch das Festlegen von Zielen und das letztendliche Umsetzen dieser persönlich oder gemeinschaftlich getroffenen Entscheidungen in die Tat, also in ein bewusstes und absichtsvolles oder gar geplantes Handeln. Volition ist entsprechend dieser letzten Bedeutung ein Begriff, der im Zusammenhang mit Handlungsplanung verwendet wird.
Mit dem Begriff des Willens wird in aller Regel ein Gefühl oder vages Bewusstsein, der Eindruck oder die mehr oder weniger feste Überzeugung verbunden, in seinem Wollen frei zu sein. Was genau unter dieser sogenannten Willensfreiheit zu verstehen ist und ob sie tatsächlich gegeben ist, ist umstritten, siehe hierzu den Artikel Freier Wille.
Zum Willen wird nicht nur die nachhaltige und zielgerichtete Umsetzung von Entschlüssen durch konsequentes Handeln oder mündliche oder schriftliche Willensäußerungen gerechnet. Auch das Unterlassen einer Handlung, wie etwa zu rauchen, kann die Verwirklichung eines Willens sein.  Dritte können ein Nichthandeln auch deuten (Kausalattribuierung) als Nichtstun z. B. wegen zu schwachem Willen, aus Faulheit oder aus Bequemlichkeit. Die Deutung kann zutreffend oder falsch sein. Zur Überwindung derartiger „Hindernisse“ auf dem Weg zur Zielerreichung wird Willenskraft benötigt; diese wird in der Psychologie und im Management auch Volition genannt.
Mit der Umsetzung des Willens in Zusammenhang stehen das Durchhaltevermögen und die Konzentrationsfähigkeit. Verwandt mit dem Willen ist die Fähigkeit, mit auf dem Weg zur Zielerreichung auftretenden Hindernissen angemessen umzugehen sowie mit dem Phänomen der „Entmutigung“ fertigzuwerden. In Zusammenhang mit Zielen, die nicht erreicht werden, kann es zum Erleben von Frustration oder Resignation kommen. Wird das Ziel erreicht, so kann Befriedigung eintreten. Das Maß, in dem eine Person an die Stärke ihres Willens glaubt und an die eigene Fähigkeit, Ziele zu erreichen, hat mit dem Selbstbewusstsein zu tun.
Durch die Eigeninitiative unterscheidet sich der Wille vom (bloßen) Wunsch, dessen Erfüllung durch andere Menschen oder durch den Zufall geschieht.
Der Wille hat auch einen kreativen Aspekt. Denn um etwas zu wollen, muss zunächst einmal ein Ziel erschaffen werden. Der Wille entscheidet, was er haben möchte. Ein Mangel der Fähigkeit, zu wissen, was man will, also mit anderen Worten „nicht zu wissen, was man will“, kann als eine Störung oder Beschränkung des Willens angesehen werden.
Ebenso kann die Ausübung des Willens durch Erziehung, durch psychische Verletzungen, durch Indoktrination, aber auch durch Störungen des Antriebs, Depressionen oder
andere Verstimmungen des allgemeinen Lebenswillens behindert oder gestört sein.
Beim heranwachsenden Kind ist die Entwicklung des Willens ein grundlegender Aspekt. Die früher landläufige Meinung, der erwachende Wille des heranwachsenden Kleinkinds sei „zu beugen oder zu brechen“, wird heute zunehmend als überholt angesehen, da durch die entsprechenden Handlungen den Kindern oft Schaden zugefügt wurde. Wie auch bei anderen Aspekten der kindlichen Psyche sind hier stattdessen Liebe, Verantwortung und Sachkunde der Eltern und sonstigen Bezugspersonen sowie angemessene Reaktionen die beste Voraussetzung für eine gesunde Entwicklung.
Der Wille ist stets ein innerer Vorgang, der sich anderen Individuen nicht äußert. Die Willensbildung ist ein gedanklicher Prozess, also ein an persönlichen Zielen orientierter Vorgang, der Themen oder Probleme aufgreift, um diese in einer Meinung zu verdichten. Dieser Willensbildungsprozess wird oft mit der politischen Willensbildung assoziiert, die sich anderen Individuen erst äußert, wenn es zu Abstimmungen oder politischem Handeln kommt. Erst durch das auf den Willen mehr oder weniger zurückzuführende Handeln entsteht eine Willensäußerung. Auch die Führung ist ein „Prozess der Willensbildung und Willensdurchsetzung mit und gegenüber anderen (weisungsgebundenen) Personen zur Erreichung eines Zieles…“.

## In der Philosophie
In der Philosophie ist Wille einer der drei Bereiche der Psyche, neben der Erkenntnis und dem Fühlen. Der Wille umschließt Beweggrund, innerer Entschluss und Willenshandlung.
Die Natur des Willens und insbesondere dessen Verhältnis zur Vernunft ist ein traditionelles Motiv philosophischer Forschung. Maßgeblich dafür war Aristoteles, der die menschliche Seele als dreigeteilt beschrieb. Davon beinhaltet der „animalische“ Seelenteil das Streben. Für Aristoteles ist das Streben teilweise durch den genuin menschlichen Seelenteil, die Vernunft, steuerbar. Die aristotelische Theorie war Ausgangspunkt zahlreicher Arbeiten bis in die Neuzeit, die das Verhältnis zwischen Wille und Vernunft äußerst unterschiedlich bestimmten und das menschliche Streben zum Teil bei den natürlichen Trieben, zum Teil in der Vernunft verorteten.
Immanuel Kant beschreibt den Willen als „eine Art von Kausalität lebender Wesen, sofern sie vernünftig sind“. Freiheit und Wille sind für ihn unmittelbar miteinander verknüpft. Es ist die Idee von Freiheit, die einem Willen die Form gibt. Durch eine Wahlfreiheit erleben wir das Abwägen des Willens. Im moralischen Sinne ist der Wille dasjenige, was sich selbst Gesetz ist: Ich will jenes, weil ich mich dafür entschieden habe, es zu wollen. Der Entscheidungsprozess, durch die Maximen und den kategorischen Imperativ als Sittengesetz geleitet, bezeichnet die Freiheit des Willens für vernünftige Wesen bei Kant.
Arthur Schopenhauer hat 1819 eine Auffassung des Willens als allgemeines Element der Wirklichkeit vorgelegt (Die Welt als Wille und Vorstellung), die – allerdings nicht im Mainstream der europäisch-nordamerikanischen Philosophie – bedeutende Wirkung auch auf andere Gebiete hatte, so auf die Musik bei Richard Wagner, auf die Belletristik bei Thomas Mann, auf die Soziologie bei Ferdinand Tönnies (s. u.) und auf die Psychoanalyse bei Sigmund Freud.

## In der Rechtswissenschaft
Allgemeines
Der Wille ist das Ergebnis des vorangegangenen Prozesses der Willensbildung. Wille ist die Fähigkeit von einer Person, sich für ein bestimmtes Verhalten zu entscheiden. Die Willenserklärung als zentraler, sich mit dem Willen befassender Rechtsbegriff des Zivilrechts zeigt, dass mit einem Willen stets auch eine Erklärung verbunden sein muss, um rechtserheblich zu wirken. Friedrich Carl von Savigny stellte 1840 heraus: „Eigentlich muss der Wille an sich als das einzig Wichtige und Wirksame gedacht werden, und nur weil er ein inneres unsichtbares Ereignis ist, bedürfen wir eines Zeichens, woran er von anderen erkannt werden könne, und dieses Zeichen, wodurch sich der Wille offenbart, ist eben die Erklärung“. Der einem Rechtssubjekt innewohnende subjektive Wille muss erklärt werden, indem er nach außen durch Willenserklärung gegenüber anderen Rechtssubjekten erkennbar gemacht wird.
Willenserklärung
Im Rahmen der Willenserklärung (lateinisch voluntatis declaratio) ist der Wille der innere Gedankenvorgang, der erst durch seine Erklärung auch äußerlich erkennbar gemacht werden muss. Für den Bundesgerichtshof (BGH) ist die Willenserklärung die „Äußerung eines Willens, der unmittelbar auf die Herbeiführung einer Rechtswirkung gerichtet ist; sie bringt einen Rechtsfolgewillen zum Ausdruck, das heißt einen Willen, der auf die Begründung, inhaltliche Änderung oder Beendigung eines privaten Rechtsverhältnisses abzielt“. Sie hat einerseits den Willen zur Voraussetzung, also die zur Willenserklärung führende Handlung überhaupt vornehmen zu wollen, andererseits erfordert sie einen Erklärungswillen, durch Handeln bestimmte rechtsgeschäftliche Erklärungen abgeben zu wollen. Außerdem ist noch ein Kundmachungswille (Geschäftswille) notwendig, der auf einen bestimmten Rechtserfolg gerichtet ist.
Komposita
Im Sachenrecht ist der Besitzwille von Bedeutung, bei dem eine Person ihren natürlichen Willen durch Erlangung der tatsächlichen Gewalt über eine Sache ausübt (§ 854 Abs. 1 BGB). Der Geschäftswille bezeichnet den Willen, ein ganz bestimmtes Rechtsgeschäft abzuschließen. Beim Rechtsbindungswillen zielt eine Willensäußerung auf das Setzen einer Rechtsfolge ab. Die Willensfreiheit ist eine nur im Ausnahmefall (Geschäftsunfähigkeit nach § 104 Abs. 2 BGB) wegfallende Grundeigenschaft, die eine freie Willensbildung ermöglicht. Stimmen Wille und Erklärung nicht überein, liegt ein Willensmangel vor. Man unterscheidet zwischen dem bewussten Willensmangel (Scheingeschäft, Scherzerklärung, Geheimer Vorbehalt, widerrechtliche Drohung), geregelt in §§ 116 - 118, § 123 Abs. 1 Alt. 2 BGB, und dem unbewussten Willensmangel (Irrtum), geregelt in den §§ 119 - 122, § 123 Abs. 1 Alt. 1 BGB. Ist eine Willensäußerung nicht möglich, so kann ein Vertreter (Bevollmächtigter oder Betreuer) die Willensäußerung vornehmen oder es ist der mutmaßliche Wille entscheidend. Letzter Wille schließlich ist der umgangssprachliche Ausdruck für das Testament.
Willenstheorie/Erklärungstheorie
Die (heterogenetische) Willenstheorie versucht die Entstehung des Willens aus psychischen Vorgängen zu erklären. Sie versteht unter dem  Begriff „Wille“ die ihn prägenden Vorstellungen, die durch die Erklärung erkennbar gemacht werden sollen. Sie hält das Erklärungsbewusstsein für unverzichtbar und steht unter dem Dogma „ohne Wille keine Willenserklärung“. Die Bindung an eine Erklärung, die der Erklärende insgeheim gar nicht gewollt hat, ist begründungsbedürftig. So zeigt § 116 BGB, dass der Gesetzgeber zwar von der Willenstheorie beeinflusst war, diese jedoch durch diese Rechtsnorm gerade nicht strikt verwirklicht hat.
Demgegenüber steht die Erklärungstheorie, bei der aus Sicht des Erklärungsempfängers ausschließlich die Erklärung gelten soll. Die heutige herrschende Meinung in Fachliteratur und Rechtsprechung geht von einer Mischung beider Theorien aus, wie sie 1966 von Karl Larenz entwickelt wurde. Das kommt in einem Urteil des BGH vom Juni 2010 zum Ausdruck, das die bloße Zahlung des Kaufpreises nicht als Willenserklärung für den Abschluss des Kaufvertrages ansah.

## In der Soziologie
In der Soziologie ist auf die Willenstheorie von Ferdinand Tönnies (1855–1936) zu verweisen, er unterscheidet in seinem Werk Gemeinschaft und Gesellschaft (zuerst 1887) Formen des Wesenwillens, der je zu Gemeinschaften führt, von denen des Kürwillens, der je zu Gesellschaften führt. Er prägte den Begriff Voluntarismus.
Diese Willensaxiomatik der Soziologie beeinflusste zumal auch Paul Barth, Dimitrie Gusti oder Georg Jacoby.

## In der Psychologie
Wille bezeichnet innerhalb der Psychologie den Entscheidungsakt (Willensakt) und die darauf folgende bewusste, willentliche Umsetzung von Zielen und Motiven in Resultate (Ergebnisse) durch zielgerichtetes, willensgesteuertes Handeln eines Menschen durch ihn selbst. Wilhelm Wundt führte in seinen psychologisch-philosophischen Abhandlungen dafür den Begriff Willenstätigkeit ein; siehe auch: Volition (Psychologie). Wollen ist die bewusste Entscheidung eines Individuums für eine bestimmte Richtung des Handelns. Das, was man im Allgemeinen als den Willen bezeichnet, stellt nichts anderes als jene kognitiv verarbeitete Motivation dar, der das „Ich“ den Vorzug vor anderen Motivationen gegeben hat.
Der Brockhaus Psychologie unterscheidet zwischen dem psychischen (inneren) Akt des Wollens und der (Willens-)Handlung, die dazu dient, ein Handlungsziel zu erreichen. Letzteres nennt er „äußere Willenshandlung“. Verwandt mit dem Begriff „Wille“ sind Widerwille und Innere Hemmung.